# من‌تسویو
مِن‌تسویو (به ژاپنی: 麺汁 めんつゆ) یک نوع چاشنی است که در آشپزی ژاپنی به کار می‌رود. این چاشنی از داشی، سس سویا، میرین و ساکهٔ ژاپنی و همچنین شکر تشکیل می‌شود. این چاشنی معمولاً همراه با سُومِن، سُوبا، اودون خورده می‌شود.